# تيم فرانكس
تيم فرانكس (بالإنجليزية: Tim Franks)‏ هو صحفي بريطاني، ولد في 14 مايو 1968 في برمنغهام في المملكة المتحدة.

## وصلات خارجية
- تيم فرانكس على موقع IMDb (الإنجليزية)